# 1979年のアメリカンリーグチャンピオンシップシリーズ
1979年の野球において、メジャーリーグベースボール（MLB）のポストシーズンは10月2日に開幕した。アメリカンリーグの第11回リーグチャンピオンシップシリーズ（11th American League Championship Series、以下「リーグ優勝決定戦」と表記）は、翌3日から6日にかけて計4試合が開催された。その結果、ボルチモア・オリオールズ（東地区）がカリフォルニア・エンゼルス（西地区）を3勝1敗で下し、8年ぶり6回目のリーグ優勝およびワールドシリーズ進出を果たした。
この年のレギュラーシーズンでは両球団は12試合対戦し、オリオールズが9勝3敗と勝ち越していた。エンゼルスにとって、今シリーズは球団創設19年目で初めて出場したポストシーズンのシリーズであり、第3戦は球団初のポストシーズン勝利だった。その第3戦でサヨナラ打を放ったラリー・ハーローは、シーズン途中でオリオールズから放出されてエンゼルスへ移籍した選手だった。しかしオリオールズは、翌日の第4戦に勝利し優勝を決めた。このあとオリオールズは、ワールドシリーズではナショナルリーグ王者ピッツバーグ・パイレーツに3勝4敗で敗れ、9年ぶり3度目の優勝を逃した。

## 試合結果
1979年のアメリカンリーグ優勝決定戦は10月3日に開幕し、4日間で4試合が行われた。日程・結果は以下の通り。
| 日付                                                    | 試合  | ビジター球団（先攻）       | スコア | ホーム球団（後攻）         | 開催球場               | 開催球場                                        |
| ------------------------------------------------------- | ----- | -------------------------- | ------ | -------------------------- | ---------------------- | ----------------------------------------------- |
| 10月03日（水）                                          | 第1戦 | カリフォルニア・エンゼルス | 3－6x  | ボルチモア・オリオールズ   | メモリアル・スタジアム | メモリアル・ · スタジアムアナハイム・スタジアム |
| 10月04日（木）                                          | 第2戦 | カリフォルニア・エンゼルス | 8－9   | ボルチモア・オリオールズ   | メモリアル・スタジアム | メモリアル・ · スタジアムアナハイム・スタジアム |
| 10月05日（金）                                          | 第3戦 | ボルチモア・オリオールズ   | 3－4x  | カリフォルニア・エンゼルス | アナハイム・スタジアム | メモリアル・ · スタジアムアナハイム・スタジアム |
| 10月06日（土）                                          | 第4戦 | ボルチモア・オリオールズ   | 8－0   | カリフォルニア・エンゼルス | アナハイム・スタジアム | メモリアル・ · スタジアムアナハイム・スタジアム |
| 優勝：ボルチモア・オリオールズ（3勝1敗 / 8年ぶり6度目） |       |                            |        |                            |                        | メモリアル・ · スタジアムアナハイム・スタジアム |

### 第1戦 10月3日
- メモリアル・スタジアム（メリーランド州ボルチモア）

|                            | 1 | 2 | 3 | 4 | 5 | 6 | 7 | 8 | 9 | 10 | R | H | E |
| -------------------------- | - | - | - | - | - | - | - | - | - | -- | - | - | - |
| カリフォルニア・エンゼルス | 1 | 0 | 1 | 0 | 0 | 1 | 0 | 0 | 0 | 0  | 3 | 7 | 1 |
| ボルチモア・オリオールズ   | 0 | 0 | 2 | 1 | 0 | 0 | 0 | 0 | 0 | 3x | 6 | 6 | 0 |

1. 勝利：ドン・スタンハウス（1勝）
2. 敗戦：ジョン・モンタギュー（1敗）
3. 本塁打
CAL：ダン・フォード1号ソロ
BAL：ジョン・ローウェンスタイン1号3ラン
4. 審判
［球審］ラリー・バーネット
［塁審］一塁: デイル・フォード、二塁: ジム・エバンス、三塁: ドン・デンキンガー
［外審］左翼: アル・クラーク、右翼: グレッグ・コスク
5. 試合開始時刻: 東部夏時間（UTC-4）午後8時38分  試合時間: 3時間10分  観客: 5万2787人
詳細: Baseball-Reference.com

| カリフォルニア・エンゼルス | カリフォルニア・エンゼルス | カリフォルニア・エンゼルス | カリフォルニア・エンゼルス | カリフォルニア・エンゼルス                                                                                                | ボルチモア・オリオールズ | ボルチモア・オリオールズ | ボルチモア・オリオールズ | ボルチモア・オリオールズ | ボルチモア・オリオールズ                                                                                           |
| -------------------------- | -------------------------- | -------------------------- | -------------------------- | --- | ------------------------ | ------------------------ | ------------------------ | ------------------------ | --- |
| 打順                       | 守備                       | 選手                       | 打席                       | N・ライアンB・ダウニングR・カルーB・グリッチC・ランス · フォードJ・アンダーソンL・ハーローR・ミラーD・フォードD・ベイラー | 打順                     | 守備                     | 選手                     | 打席                     | J・パーマーR・デンプシーE・マレーR・ダウアーD・デシンセイM・ベランガーP・ケリーA・バンブリーK・シングルトンL・メイ |
| 1                          | 中                         | R・ミラー                  | 左                         | N・ライアンB・ダウニングR・カルーB・グリッチC・ランス · フォードJ・アンダーソンL・ハーローR・ミラーD・フォードD・ベイラー | 1                        | 中                       | A・バンブリー            | 左                       | J・パーマーR・デンプシーE・マレーR・ダウアーD・デシンセイM・ベランガーP・ケリーA・バンブリーK・シングルトンL・メイ |
| 2                          | 三                         | C・ランスフォード          | 右                         | N・ライアンB・ダウニングR・カルーB・グリッチC・ランス · フォードJ・アンダーソンL・ハーローR・ミラーD・フォードD・ベイラー | 2                        | 遊                       | M・ベランガー            | 右                       | J・パーマーR・デンプシーE・マレーR・ダウアーD・デシンセイM・ベランガーP・ケリーA・バンブリーK・シングルトンL・メイ |
| 3                          | 右                         | D・フォード                | 右                         | N・ライアンB・ダウニングR・カルーB・グリッチC・ランス · フォードJ・アンダーソンL・ハーローR・ミラーD・フォードD・ベイラー | 3                        | 右                       | K・シングルトン          | 両                       | J・パーマーR・デンプシーE・マレーR・ダウアーD・デシンセイM・ベランガーP・ケリーA・バンブリーK・シングルトンL・メイ |
| 4                          | DH                         | D・ベイラー                | 右                         | N・ライアンB・ダウニングR・カルーB・グリッチC・ランス · フォードJ・アンダーソンL・ハーローR・ミラーD・フォードD・ベイラー | 4                        | 一                       | E・マレー                | 両                       | J・パーマーR・デンプシーE・マレーR・ダウアーD・デシンセイM・ベランガーP・ケリーA・バンブリーK・シングルトンL・メイ |
| 5                          | 一                         | R・カルー                  | 左                         | N・ライアンB・ダウニングR・カルーB・グリッチC・ランス · フォードJ・アンダーソンL・ハーローR・ミラーD・フォードD・ベイラー | 5                        | 左                       | P・ケリー                | 左                       | J・パーマーR・デンプシーE・マレーR・ダウアーD・デシンセイM・ベランガーP・ケリーA・バンブリーK・シングルトンL・メイ |
| 6                          | 捕                         | B・ダウニング              | 右                         | N・ライアンB・ダウニングR・カルーB・グリッチC・ランス · フォードJ・アンダーソンL・ハーローR・ミラーD・フォードD・ベイラー | 6                        | DH                       | L・メイ                  | 右                       | J・パーマーR・デンプシーE・マレーR・ダウアーD・デシンセイM・ベランガーP・ケリーA・バンブリーK・シングルトンL・メイ |
| 7                          | 二                         | B・グリッチ                | 右                         | N・ライアンB・ダウニングR・カルーB・グリッチC・ランス · フォードJ・アンダーソンL・ハーローR・ミラーD・フォードD・ベイラー | 7                        | 三                       | D・デシンセイ            | 右                       | J・パーマーR・デンプシーE・マレーR・ダウアーD・デシンセイM・ベランガーP・ケリーA・バンブリーK・シングルトンL・メイ |
| 8                          | 左                         | L・ハーロー                | 左                         | N・ライアンB・ダウニングR・カルーB・グリッチC・ランス · フォードJ・アンダーソンL・ハーローR・ミラーD・フォードD・ベイラー | 8                        | 二                       | R・ダウアー              | 右                       | J・パーマーR・デンプシーE・マレーR・ダウアーD・デシンセイM・ベランガーP・ケリーA・バンブリーK・シングルトンL・メイ |
| 9                          | 遊                         | J・アンダーソン            | 右                         | N・ライアンB・ダウニングR・カルーB・グリッチC・ランス · フォードJ・アンダーソンL・ハーローR・ミラーD・フォードD・ベイラー | 9                        | 捕                       | R・デンプシー            | 右                       | J・パーマーR・デンプシーE・マレーR・ダウアーD・デシンセイM・ベランガーP・ケリーA・バンブリーK・シングルトンL・メイ |
| 先発投手                   | 先発投手                   | 先発投手                   | 投球                       | N・ライアンB・ダウニングR・カルーB・グリッチC・ランス · フォードJ・アンダーソンL・ハーローR・ミラーD・フォードD・ベイラー | 先発投手                 | 先発投手                 | 先発投手                 | 投球                     | J・パーマーR・デンプシーE・マレーR・ダウアーD・デシンセイM・ベランガーP・ケリーA・バンブリーK・シングルトンL・メイ |
| N・ライアン                | N・ライアン                | N・ライアン                | 右                         | N・ライアンB・ダウニングR・カルーB・グリッチC・ランス · フォードJ・アンダーソンL・ハーローR・ミラーD・フォードD・ベイラー | J・パーマー              | J・パーマー              | J・パーマー              | 右                       | J・パーマーR・デンプシーE・マレーR・ダウアーD・デシンセイM・ベランガーP・ケリーA・バンブリーK・シングルトンL・メイ |

### 第2戦 10月4日
- メモリアル・スタジアム（メリーランド州ボルチモア）

|                            | 1 | 2 | 3 | 4 | 5 | 6 | 7 | 8 | 9 | R | H  | E |
| -------------------------- | - | - | - | - | - | - | - | - | - | - | -- | - |
| カリフォルニア・エンゼルス | 1 | 0 | 0 | 0 | 0 | 1 | 1 | 3 | 2 | 8 | 10 | 1 |
| ボルチモア・オリオールズ   | 4 | 4 | 1 | 0 | 0 | 0 | 0 | 0 | X | 9 | 11 | 1 |

1. 勝利：マイク・フラナガン（1勝）
2. 敗戦：デーブ・フロスト（1敗）
3. 本塁打
CAL：ダン・フォード2号ソロ
BAL：エディ・マレー1号3ラン
4. 審判
［球審］デイル・フォード
［塁審］一塁: ジム・エバンス、二塁: ドン・デンキンガー、三塁: アル・クラーク
［外審］左翼: ラリー・バーネット、右翼: 不在
5. 試合開始時刻: 東部夏時間（UTC-4）午後3時17分  試合時間: 2時間51分  観客: 5万2108人
詳細: Baseball-Reference.com

| カリフォルニア・エンゼルス | カリフォルニア・エンゼルス | カリフォルニア・エンゼルス | カリフォルニア・エンゼルス | カリフォルニア・エンゼルス                                                                                                | ボルチモア・オリオールズ | ボルチモア・オリオールズ | ボルチモア・オリオールズ | ボルチモア・オリオールズ | ボルチモア・オリオールズ |
| -------------------------- | -------------------------- | -------------------------- | -------------------------- | --- | ------------------------ | ------------------------ | ------------------------ | ------------------------ | --- |
| 打順                       | 守備                       | 選手                       | 打席                       | D・フロストB・ダウニングR・カルーB・グリッチC・ランス · フォードJ・アンダーソンB・クラークR・ミラーD・フォードD・ベイラー | 打順                     | 守備                     | 選手                     | 打席                     | M・フラナガンR・デンプシーE・マレーR・ダウアーD・デシンセイK・ガルシアJ・ローウェン · スタインA・バンブリーK・シングルトンP・ケリー |
| 1                          | 一                         | R・カルー                  | 左                         | D・フロストB・ダウニングR・カルーB・グリッチC・ランス · フォードJ・アンダーソンB・クラークR・ミラーD・フォードD・ベイラー | 1                        | 中                       | A・バンブリー            | 左                       | M・フラナガンR・デンプシーE・マレーR・ダウアーD・デシンセイK・ガルシアJ・ローウェン · スタインA・バンブリーK・シングルトンP・ケリー |
| 2                          | 三                         | C・ランスフォード          | 右                         | D・フロストB・ダウニングR・カルーB・グリッチC・ランス · フォードJ・アンダーソンB・クラークR・ミラーD・フォードD・ベイラー | 2                        | 遊                       | K・ガルシア              | 右                       | M・フラナガンR・デンプシーE・マレーR・ダウアーD・デシンセイK・ガルシアJ・ローウェン · スタインA・バンブリーK・シングルトンP・ケリー |
| 3                          | 右                         | D・フォード                | 右                         | D・フロストB・ダウニングR・カルーB・グリッチC・ランス · フォードJ・アンダーソンB・クラークR・ミラーD・フォードD・ベイラー | 3                        | 右                       | K・シングルトン          | 両                       | M・フラナガンR・デンプシーE・マレーR・ダウアーD・デシンセイK・ガルシアJ・ローウェン · スタインA・バンブリーK・シングルトンP・ケリー |
| 4                          | DH                         | D・ベイラー                | 右                         | D・フロストB・ダウニングR・カルーB・グリッチC・ランス · フォードJ・アンダーソンB・クラークR・ミラーD・フォードD・ベイラー | 4                        | 一                       | E・マレー                | 両                       | M・フラナガンR・デンプシーE・マレーR・ダウアーD・デシンセイK・ガルシアJ・ローウェン · スタインA・バンブリーK・シングルトンP・ケリー |
| 5                          | 捕                         | B・ダウニング              | 右                         | D・フロストB・ダウニングR・カルーB・グリッチC・ランス · フォードJ・アンダーソンB・クラークR・ミラーD・フォードD・ベイラー | 5                        | 左                       | J・ローウェンスタイン    | 左                       | M・フラナガンR・デンプシーE・マレーR・ダウアーD・デシンセイK・ガルシアJ・ローウェン · スタインA・バンブリーK・シングルトンP・ケリー |
| 6                          | 二                         | B・グリッチ                | 右                         | D・フロストB・ダウニングR・カルーB・グリッチC・ランス · フォードJ・アンダーソンB・クラークR・ミラーD・フォードD・ベイラー | 6                        | DH                       | P・ケリー                | 左                       | M・フラナガンR・デンプシーE・マレーR・ダウアーD・デシンセイK・ガルシアJ・ローウェン · スタインA・バンブリーK・シングルトンP・ケリー |
| 7                          | 左                         | B・クラーク                | 右                         | D・フロストB・ダウニングR・カルーB・グリッチC・ランス · フォードJ・アンダーソンB・クラークR・ミラーD・フォードD・ベイラー | 7                        | 三                       | D・デシンセイ            | 右                       | M・フラナガンR・デンプシーE・マレーR・ダウアーD・デシンセイK・ガルシアJ・ローウェン · スタインA・バンブリーK・シングルトンP・ケリー |
| 8                          | 中                         | R・ミラー                  | 左                         | D・フロストB・ダウニングR・カルーB・グリッチC・ランス · フォードJ・アンダーソンB・クラークR・ミラーD・フォードD・ベイラー | 8                        | 二                       | R・ダウアー              | 右                       | M・フラナガンR・デンプシーE・マレーR・ダウアーD・デシンセイK・ガルシアJ・ローウェン · スタインA・バンブリーK・シングルトンP・ケリー |
| 9                          | 遊                         | J・アンダーソン            | 右                         | D・フロストB・ダウニングR・カルーB・グリッチC・ランス · フォードJ・アンダーソンB・クラークR・ミラーD・フォードD・ベイラー | 9                        | 捕                       | R・デンプシー            | 右                       | M・フラナガンR・デンプシーE・マレーR・ダウアーD・デシンセイK・ガルシアJ・ローウェン · スタインA・バンブリーK・シングルトンP・ケリー |
| 先発投手                   | 先発投手                   | 先発投手                   | 投球                       | D・フロストB・ダウニングR・カルーB・グリッチC・ランス · フォードJ・アンダーソンB・クラークR・ミラーD・フォードD・ベイラー | 先発投手                 | 先発投手                 | 先発投手                 | 投球                     | M・フラナガンR・デンプシーE・マレーR・ダウアーD・デシンセイK・ガルシアJ・ローウェン · スタインA・バンブリーK・シングルトンP・ケリー |
| D・フロスト                | D・フロスト                | D・フロスト                | 右                         | D・フロストB・ダウニングR・カルーB・グリッチC・ランス · フォードJ・アンダーソンB・クラークR・ミラーD・フォードD・ベイラー | M・フラナガン            | M・フラナガン            | M・フラナガン            | 左                       | M・フラナガンR・デンプシーE・マレーR・ダウアーD・デシンセイK・ガルシアJ・ローウェン · スタインA・バンブリーK・シングルトンP・ケリー |

### 第3戦 10月5日
- アナハイム・スタジアム（カリフォルニア州アナハイム）

|                            | 1 | 2 | 3 | 4 | 5 | 6 | 7 | 8 | 9  | R | H | E |
| -------------------------- | - | - | - | - | - | - | - | - | -- | - | - | - |
| ボルチモア・オリオールズ   | 0 | 0 | 0 | 1 | 0 | 1 | 1 | 0 | 0  | 3 | 8 | 3 |
| カリフォルニア・エンゼルス | 1 | 0 | 0 | 1 | 0 | 0 | 0 | 0 | 2x | 4 | 9 | 0 |

1. 勝利：ドン・アース（1勝）
2. 敗戦：ドン・スタンハウス（1勝1敗）
3. 本塁打
CAL：ドン・ベイラー1号ソロ
4. 審判
［球審］ジム・エバンス
［塁審］一塁: ドン・デンキンガー、二塁: アル・クラーク、三塁: グレッグ・コスク
［外審］左翼: ラリー・バーネット、右翼: デイル・フォード
5. 昼間試合  試合時間: 2時間59分  観客: 4万3199人
詳細: Baseball-Reference.com

| ボルチモア・オリオールズ | ボルチモア・オリオールズ | ボルチモア・オリオールズ | ボルチモア・オリオールズ | ボルチモア・オリオールズ                                                                                               | カリフォルニア・エンゼルス | カリフォルニア・エンゼルス | カリフォルニア・エンゼルス | カリフォルニア・エンゼルス | カリフォルニア・エンゼルス                                                                                              |
| ------------------------ | ------------------------ | ------------------------ | ------------------------ | --- | -------------------------- | -------------------------- | -------------------------- | -------------------------- | --- |
| 打順                     | 守備                     | 選手                     | 打席                     | D・マルティネスD・スカッグスE・マレーR・ダウアーD・デシンセイK・ガルシアG・レニキーA・バンブリーK・シングルトンL・メイ | 打順                       | 守備                       | 選手                       | 打席                       | F・タナナB・ダウニングR・カルーB・グリッチC・ランス · フォードJ・アンダーソンL・ハーローR・ミラーD・フォードD・ベイラー |
| 1                        | 中                       | A・バンブリー            | 左                       | D・マルティネスD・スカッグスE・マレーR・ダウアーD・デシンセイK・ガルシアG・レニキーA・バンブリーK・シングルトンL・メイ | 1                          | 中                         | R・ミラー                  | 左                         | F・タナナB・ダウニングR・カルーB・グリッチC・ランス · フォードJ・アンダーソンL・ハーローR・ミラーD・フォードD・ベイラー |
| 2                        | 遊                       | K・ガルシア              | 右                       | D・マルティネスD・スカッグスE・マレーR・ダウアーD・デシンセイK・ガルシアG・レニキーA・バンブリーK・シングルトンL・メイ | 2                          | 三                         | C・ランスフォード          | 右                         | F・タナナB・ダウニングR・カルーB・グリッチC・ランス · フォードJ・アンダーソンL・ハーローR・ミラーD・フォードD・ベイラー |
| 3                        | 右                       | K・シングルトン          | 両                       | D・マルティネスD・スカッグスE・マレーR・ダウアーD・デシンセイK・ガルシアG・レニキーA・バンブリーK・シングルトンL・メイ | 3                          | 右                         | D・フォード                | 右                         | F・タナナB・ダウニングR・カルーB・グリッチC・ランス · フォードJ・アンダーソンL・ハーローR・ミラーD・フォードD・ベイラー |
| 4                        | 一                       | E・マレー                | 両                       | D・マルティネスD・スカッグスE・マレーR・ダウアーD・デシンセイK・ガルシアG・レニキーA・バンブリーK・シングルトンL・メイ | 4                          | DH                         | D・ベイラー                | 右                         | F・タナナB・ダウニングR・カルーB・グリッチC・ランス · フォードJ・アンダーソンL・ハーローR・ミラーD・フォードD・ベイラー |
| 5                        | DH                       | L・メイ                  | 右                       | D・マルティネスD・スカッグスE・マレーR・ダウアーD・デシンセイK・ガルシアG・レニキーA・バンブリーK・シングルトンL・メイ | 5                          | 一                         | R・カルー                  | 左                         | F・タナナB・ダウニングR・カルーB・グリッチC・ランス · フォードJ・アンダーソンL・ハーローR・ミラーD・フォードD・ベイラー |
| 6                        | 三                       | D・デシンセイ            | 右                       | D・マルティネスD・スカッグスE・マレーR・ダウアーD・デシンセイK・ガルシアG・レニキーA・バンブリーK・シングルトンL・メイ | 6                          | 捕                         | B・ダウニング              | 右                         | F・タナナB・ダウニングR・カルーB・グリッチC・ランス · フォードJ・アンダーソンL・ハーローR・ミラーD・フォードD・ベイラー |
| 7                        | 左                       | G・レニキー              | 右                       | D・マルティネスD・スカッグスE・マレーR・ダウアーD・デシンセイK・ガルシアG・レニキーA・バンブリーK・シングルトンL・メイ | 7                          | 二                         | B・グリッチ                | 右                         | F・タナナB・ダウニングR・カルーB・グリッチC・ランス · フォードJ・アンダーソンL・ハーローR・ミラーD・フォードD・ベイラー |
| 8                        | 二                       | R・ダウアー              | 右                       | D・マルティネスD・スカッグスE・マレーR・ダウアーD・デシンセイK・ガルシアG・レニキーA・バンブリーK・シングルトンL・メイ | 8                          | 左                         | L・ハーロー                | 左                         | F・タナナB・ダウニングR・カルーB・グリッチC・ランス · フォードJ・アンダーソンL・ハーローR・ミラーD・フォードD・ベイラー |
| 9                        | 捕                       | D・スカッグス            | 右                       | D・マルティネスD・スカッグスE・マレーR・ダウアーD・デシンセイK・ガルシアG・レニキーA・バンブリーK・シングルトンL・メイ | 9                          | 遊                         | J・アンダーソン            | 右                         | F・タナナB・ダウニングR・カルーB・グリッチC・ランス · フォードJ・アンダーソンL・ハーローR・ミラーD・フォードD・ベイラー |
| 先発投手                 | 先発投手                 | 先発投手                 | 投球                     | D・マルティネスD・スカッグスE・マレーR・ダウアーD・デシンセイK・ガルシアG・レニキーA・バンブリーK・シングルトンL・メイ | 先発投手                   | 先発投手                   | 先発投手                   | 投球                       | F・タナナB・ダウニングR・カルーB・グリッチC・ランス · フォードJ・アンダーソンL・ハーローR・ミラーD・フォードD・ベイラー |
| D・マルティネス          | D・マルティネス          | D・マルティネス          | 右                       | D・マルティネスD・スカッグスE・マレーR・ダウアーD・デシンセイK・ガルシアG・レニキーA・バンブリーK・シングルトンL・メイ | F・タナナ                  | F・タナナ                  | F・タナナ                  | 左                         | F・タナナB・ダウニングR・カルーB・グリッチC・ランス · フォードJ・アンダーソンL・ハーローR・ミラーD・フォードD・ベイラー |

### 第4戦 10月6日
- アナハイム・スタジアム（カリフォルニア州アナハイム）

|                            | 1 | 2 | 3 | 4 | 5 | 6 | 7 | 8 | 9 | R | H  | E |
| -------------------------- | - | - | - | - | - | - | - | - | - | - | -- | - |
| ボルチモア・オリオールズ   | 0 | 0 | 2 | 1 | 0 | 0 | 5 | 0 | 0 | 8 | 12 | 1 |
| カリフォルニア・エンゼルス | 0 | 0 | 0 | 0 | 0 | 0 | 0 | 0 | 0 | 0 | 6  | 0 |

1. 勝利：スコット・マクレガー（1勝）
2. 敗戦：クリス・ナップ（1敗）
3. 本塁打
BAL：パット・ケリー1号3ラン
4. 審判
［球審］ドン・デンキンガー
［塁審］一塁: アル・クラーク、二塁: グレッグ・コスク、三塁: ラリー・バーネット
［外審］左翼: デイル・フォード、右翼: ジム・エバンス
5. 試合開始時刻: 太平洋夏時間（UTC-7）午後0時16分  試合時間: 2時間56分  観客: 4万3199人
詳細: Baseball-Reference.com

| ボルチモア・オリオールズ | ボルチモア・オリオールズ | ボルチモア・オリオールズ | ボルチモア・オリオールズ | ボルチモア・オリオールズ | カリフォルニア・エンゼルス | カリフォルニア・エンゼルス | カリフォルニア・エンゼルス | カリフォルニア・エンゼルス | カリフォルニア・エンゼルス |
| ------------------------ | ------------------------ | ------------------------ | ------------------------ | --- | -------------------------- | -------------------------- | -------------------------- | -------------------------- | --- |
| 打順                     | 守備                     | 選手                     | 打席                     | S・マクレガーR・デンプシーE・マレーB・スミスD・デシンセイK・ガルシアJ・ローウェン · スタインA・バンブリーK・シングルトンP・ケリー | 打順                       | 守備                       | 選手                       | 打席                       | C・ナップB・ダウニングR・カルーB・グリッチC・ランス · フォードJ・アンダーソンD・ベイラーR・ミラーD・フォードM・レッテン · マンド |
| 1                        | 中                       | A・バンブリー            | 左                       | S・マクレガーR・デンプシーE・マレーB・スミスD・デシンセイK・ガルシアJ・ローウェン · スタインA・バンブリーK・シングルトンP・ケリー | 1                          | 一                         | R・カルー                  | 左                         | C・ナップB・ダウニングR・カルーB・グリッチC・ランス · フォードJ・アンダーソンD・ベイラーR・ミラーD・フォードM・レッテン · マンド |
| 2                        | 遊                       | K・ガルシア              | 右                       | S・マクレガーR・デンプシーE・マレーB・スミスD・デシンセイK・ガルシアJ・ローウェン · スタインA・バンブリーK・シングルトンP・ケリー | 2                          | 三                         | C・ランスフォード          | 右                         | C・ナップB・ダウニングR・カルーB・グリッチC・ランス · フォードJ・アンダーソンD・ベイラーR・ミラーD・フォードM・レッテン · マンド |
| 3                        | 右                       | K・シングルトン          | 両                       | S・マクレガーR・デンプシーE・マレーB・スミスD・デシンセイK・ガルシアJ・ローウェン · スタインA・バンブリーK・シングルトンP・ケリー | 3                          | 右                         | D・フォード                | 右                         | C・ナップB・ダウニングR・カルーB・グリッチC・ランス · フォードJ・アンダーソンD・ベイラーR・ミラーD・フォードM・レッテン · マンド |
| 4                        | 一                       | E・マレー                | 両                       | S・マクレガーR・デンプシーE・マレーB・スミスD・デシンセイK・ガルシアJ・ローウェン · スタインA・バンブリーK・シングルトンP・ケリー | 4                          | 左                         | D・ベイラー                | 右                         | C・ナップB・ダウニングR・カルーB・グリッチC・ランス · フォードJ・アンダーソンD・ベイラーR・ミラーD・フォードM・レッテン · マンド |
| 5                        | 左                       | J・ローウェンスタイン    | 左                       | S・マクレガーR・デンプシーE・マレーB・スミスD・デシンセイK・ガルシアJ・ローウェン · スタインA・バンブリーK・シングルトンP・ケリー | 5                          | 捕                         | B・ダウニング              | 右                         | C・ナップB・ダウニングR・カルーB・グリッチC・ランス · フォードJ・アンダーソンD・ベイラーR・ミラーD・フォードM・レッテン · マンド |
| 6                        | DH                       | P・ケリー                | 左                       | S・マクレガーR・デンプシーE・マレーB・スミスD・デシンセイK・ガルシアJ・ローウェン · スタインA・バンブリーK・シングルトンP・ケリー | 6                          | 二                         | B・グリッチ                | 右                         | C・ナップB・ダウニングR・カルーB・グリッチC・ランス · フォードJ・アンダーソンD・ベイラーR・ミラーD・フォードM・レッテン · マンド |
| 7                        | 三                       | D・デシンセイ            | 右                       | S・マクレガーR・デンプシーE・マレーB・スミスD・デシンセイK・ガルシアJ・ローウェン · スタインA・バンブリーK・シングルトンP・ケリー | 7                          | DH                         | M・レッテンマンド          | 右                         | C・ナップB・ダウニングR・カルーB・グリッチC・ランス · フォードJ・アンダーソンD・ベイラーR・ミラーD・フォードM・レッテン · マンド |
| 8                        | 二                       | B・スミス                | 両                       | S・マクレガーR・デンプシーE・マレーB・スミスD・デシンセイK・ガルシアJ・ローウェン · スタインA・バンブリーK・シングルトンP・ケリー | 8                          | 中                         | R・ミラー                  | 左                         | C・ナップB・ダウニングR・カルーB・グリッチC・ランス · フォードJ・アンダーソンD・ベイラーR・ミラーD・フォードM・レッテン · マンド |
| 9                        | 捕                       | R・デンプシー            | 右                       | S・マクレガーR・デンプシーE・マレーB・スミスD・デシンセイK・ガルシアJ・ローウェン · スタインA・バンブリーK・シングルトンP・ケリー | 9                          | 遊                         | J・アンダーソン            | 右                         | C・ナップB・ダウニングR・カルーB・グリッチC・ランス · フォードJ・アンダーソンD・ベイラーR・ミラーD・フォードM・レッテン · マンド |
| 先発投手                 | 先発投手                 | 先発投手                 | 投球                     | S・マクレガーR・デンプシーE・マレーB・スミスD・デシンセイK・ガルシアJ・ローウェン · スタインA・バンブリーK・シングルトンP・ケリー | 先発投手                   | 先発投手                   | 先発投手                   | 投球                       | C・ナップB・ダウニングR・カルーB・グリッチC・ランス · フォードJ・アンダーソンD・ベイラーR・ミラーD・フォードM・レッテン · マンド |
| S・マクレガー            | S・マクレガー            | S・マクレガー            | 左                       | S・マクレガーR・デンプシーE・マレーB・スミスD・デシンセイK・ガルシアJ・ローウェン · スタインA・バンブリーK・シングルトンP・ケリー | C・ナップ                  | C・ナップ                  | C・ナップ                  | 右                         | C・ナップB・ダウニングR・カルーB・グリッチC・ランス · フォードJ・アンダーソンD・ベイラーR・ミラーD・フォードM・レッテン · マンド |